# Gustaw Dobrucki

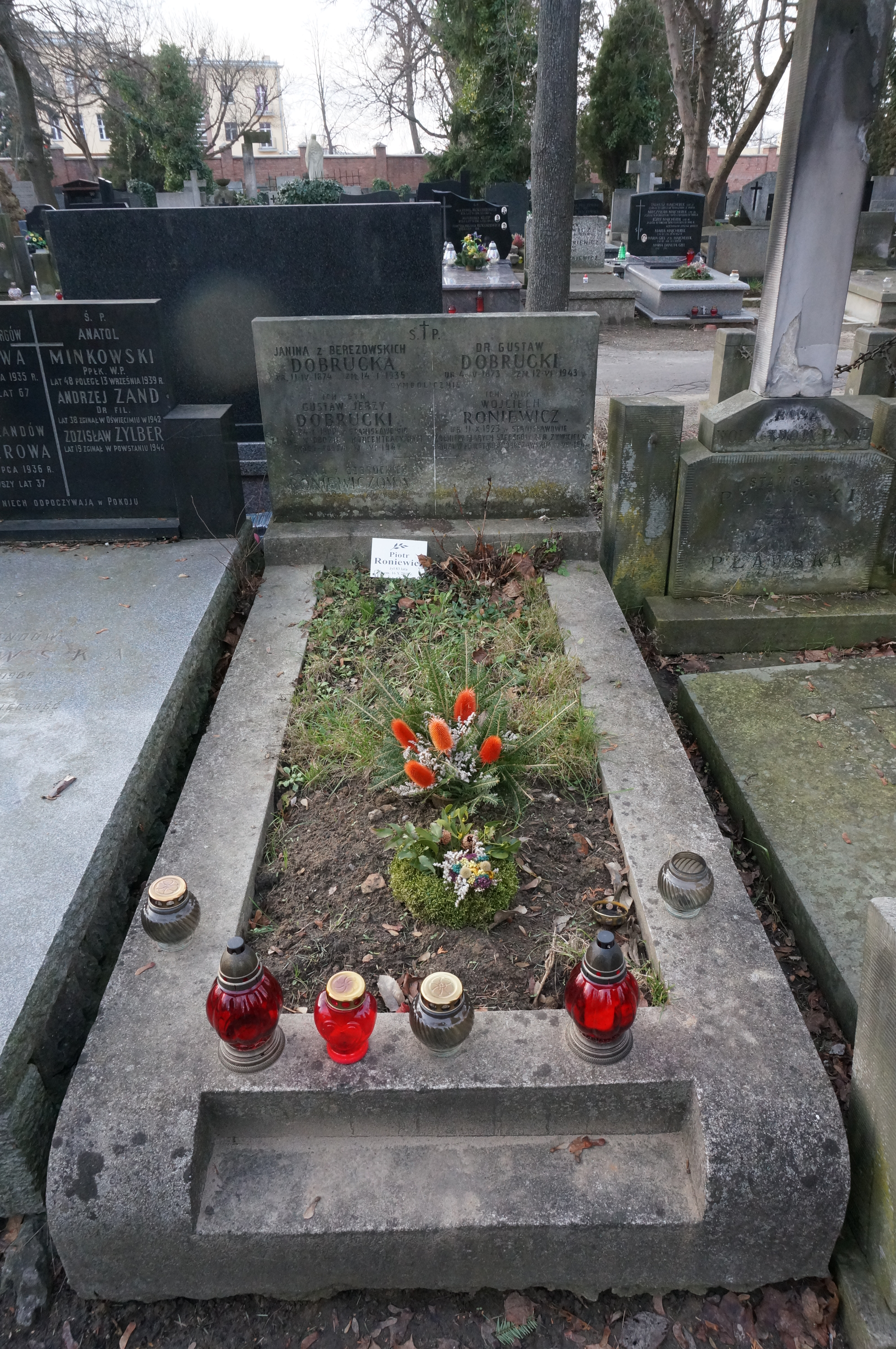
Grób Gustawa Dobruckiego przed renowacją

Gustaw Karol Dobrucki (ur. 4 kwietnia 1873 w Mizuniu, zm. 12 czerwca 1943 w Warszawie) – polski chirurg, ginekolog, polityk, minister wyznań religijnych i oświecenia publicznego, senator I kadencji w II RP.

## Życiorys
Urodził się 4 kwietnia 1873 we wzi Mizuń, w ówczesnym powiecie dolińskim Królestwa Galicji i Lodomerii, w urzędniczej Wiktora, inspektora leśnictwa, i Matyldy z Lettnerów. Naukę gimnazjalną odbył w Stanisławowie. W 1896 ukończył studia na wydziale lekarskim Uniwersytetu Jagiellońskiego. Gdy ukończył studia to powrócił do Stanisławowa, gdzie odbył praktykę lekarską. Tam został prezesem Związku Strzeleckiego. Po objęciu tego stanowiska pracował jako lekarz w C. K. armii Austro-Węgier, służąc w Karpatach, Tyrolu oraz we Włoszech.  

### 1914–1919
Podczas I wojny światowej był lekarzem Polskiej Organizacji Wojskowej i prezesem Rady Opiekuńczej oraz kierownikiem starostwa w Stanisławowie. W czasie wojny polsko-ukraińskiej w Galicji Wschodniej więziony przez Ukraińców.

### II Rzeczpospolita
Po wojnie ponownie osiadł w Stanisławowie, gdzie w latach 1920-1922 był dyrektorem szpitala powszechnego. W latach 1922–1927 został wybrany senatorem z listy PSL „Piast”. Jednakże po zawarciu w maju 1923 r. paktu lanckorońskiego, stanowiącego porozumienie partii centrowych i prawicowych, Dąbski wystąpił z partii i został jednym z twórców PSL „Jedność Ludową”, lecz w 1923 r. wstąpił do PSL-Wyzwolenie. Pozostał tam do 1925 r., aż do utworzenia zainicjowanego Klubu Pracy, który popierał Piłsudskiego i jego przewrót majowym.
Dobrucki zastąpił Kazimierza Bartla na stanowisku ministra wyznań religijnych i oświecenia publicznego w rządzie J. Piłsudskiego. Urzędowanie rozpoczął 9 stycznia 1927 roku. Kilka dni po rozpoczęciu przez Dobruckiego urzędowania w 20 powiatach, znajdujących się na terenie województw: wileńskiego, nowogródzkiego, białostockiego i poleskiego, Policja Państwowa dokonała aresztowań działaczy partii mniejszości białoruskiej „Hromada”, odwołującej się do ideologii komunizmu. Prowadzono też rewizje lokali Towarzystwa Białoruskiej Szkoły, a następnie zamknięto Białoruski Bank Spółdzielczy. Dobrucki zaaprobował likwidację litewskiego seminarium nauczycielskiego w Wilnie. Jako szef resortu bez powodzenia zabiegał o redukcję kompetencji władz kościelnych w zakresie powoływania nauczycieli religii rzymskokatolickiej w ramach podpisanego konkordatu. Doprowadził do wprowadzenia w polskich gimnazjach na obszarach wschodnich województw II Rzeczypospolitej obligatoryjnych lekcji z języków białoruskiego i ukraińskiego. Wiele działań Dobruckiego koncentrowało się na mniejszości białoruskiej, np. nakazał nauczania języka białoruskiego w Duchownym Seminarium Prawosławnym w Wilnie. Dobrucki starał się prowadzić ugodową politykę również wobec Żydów w Polsce, nadając części szkołom żydowskim status publiczny.
Minister doprowadził do reaktywacji Instytutu Badań Spraw Narodowościowych. W rezultacie starań ministra w wyborach samorządowych w 1927 r. wziął udział blok polityczny integrujący Polaków, Żydów i Ukraińców, bez wsparcia białoruskiej inteligencji. Na jego decyzje wpływ wywierał bezpośrednio Piłsudski bądź jego bliscy współpracownicy skupieni w grupie „pułkowników”.
Na początku 1928 r. wystąpił w roli pośrednika między dyrektorem Departamentu Nauki i Szkół Wyższych Ministerstwa WRiOP Stanisławem Michalskim a Piłsudskim i Prezydentem Rzeczypospolitej Ignacym Mościckim. Pośrednictwo to doprowadziło do zainicjowania dwóch spotkań na Zamku Królewskim w Warszawie, w których wzięli udział: Józef Piłsudski, Ignacy Mościcki, Stanisław Michalski oraz Artur Śliwiński. Podjęto wówczas decyzję o realizacji koncepcji Funduszu Kultury Narodowej.
Urząd ministra sprawował do 27 czerwca 1928 r, kiedy ustąpił cały rząd Piłsudskiego.
Od 1928 mieszkał w Warszawie, gdzie prowadził prywatną praktykę lekarską.

### II wojna światowa
Do wybuchu wojny światowej pracował w Warszawie jako lekarz specjalizujący się w chirurgii i ginekologii.
Zmarł 12 czerwca 1943 i został pochowany na warszawskich Powązkach (kwatera 284a wprost-5-17).

W 2022 roku z inicjatywy premiera Mateusza Morawieckiego, Fundacja ,,Stare Powązki" w ramach projektu odrestaurowywania grobów ministrów II RP, odnowiła grób ministra Dobruckiego.

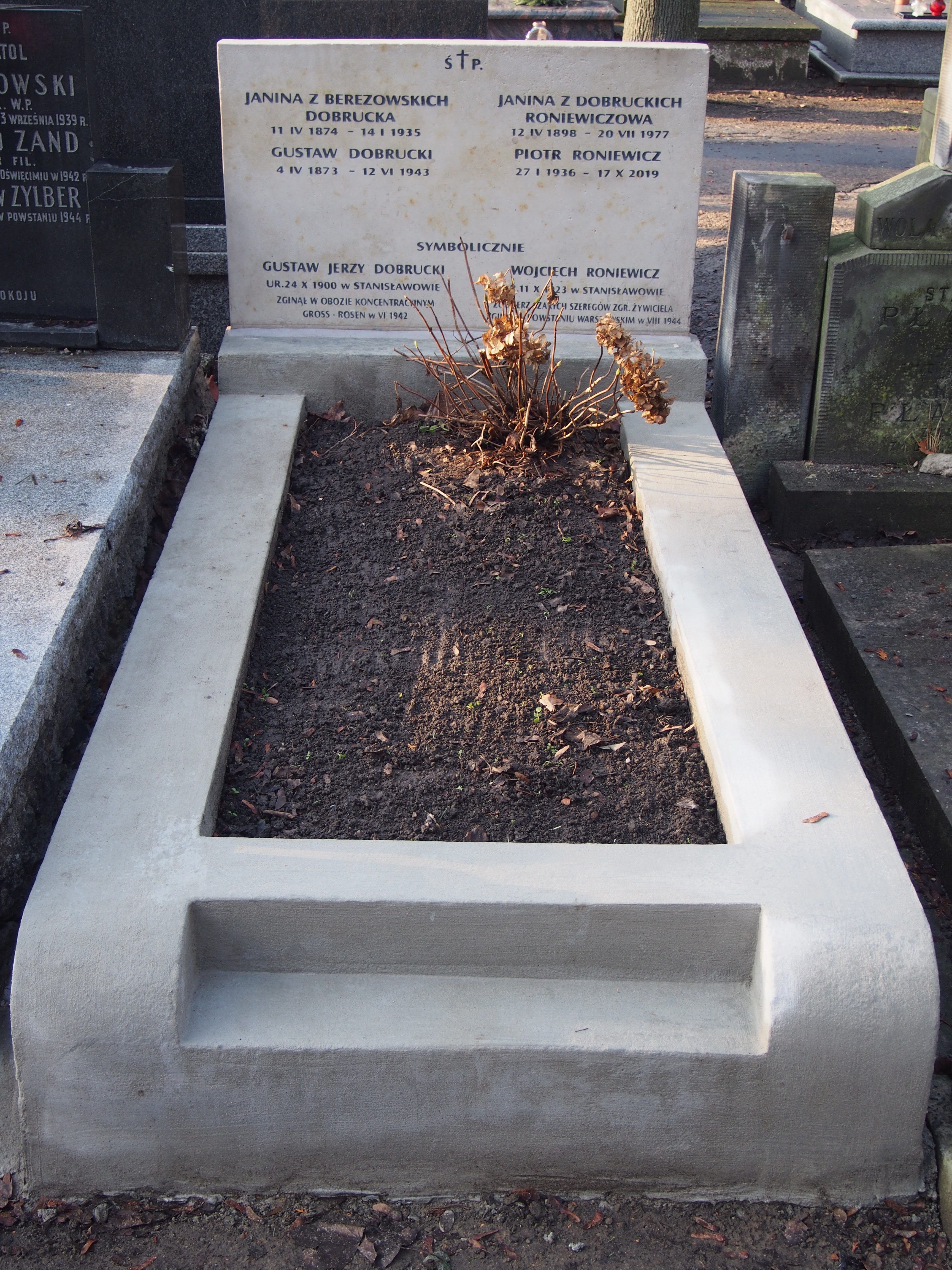
Grób Gustawa Dobruckiego po renowacji (2023)

## Życie prywatne
Jego małżonką była Janina z domy Berezowska, z którą miał córkę i syna.

## Ordery i odznaczenia
- Krzyż Niepodległości – 7 lipca 1931 1931 „za pracę w dziele odzyskania niepodległości”[6]
- Krzyż Oficerski Orderu Odrodzenia Polski
- Krzyż Walecznych – 1922 za służbę w POW w b. zaborze austriackim i b. okupacji austriackiej[7]